# Philippe Guillaume de Deux-Ponts
Philippe Guillaume ou Philippe Wilhelm, comte de Forbach, ensuite vicomte de Deux-Ponts et finalement Freiherr ou baron de Zweybrücken (né en 1754 – mort en 1807) est un officier français puis plus tard un général de l'armée de Bavière.

## Biographie
Guillaume de Deux-Ponts est le second fils de Christian IV de Deux-Ponts-Birkenfeld et Marianne Camasse, comtesse de Forbach. Le titre ducal de son père Christian ne pouvait être transmis de manière dynastique en raison du caractère morganatique de son union matrimoniale, néanmoins Philippe Guillaume reçoit de son père en 1792 en même temps que son frère Christian le titre de chevalier.
En suite d'un arrangement passé entre le roi de France Louis XV et le duc Christian en mars 1751 qui garantit au roi la levée de bataillons de fantassins allemands pour le compte de la France à sa requête, le duc fait constituer le régiment royal Deux-Ponts, composé de deux bataillons, au service de la couronne de France, levé le 17 février 1757, en raison de la guerre de Sept Ans, ou il est déployé pour la première fois à la bataille de Rossbach. Guillaume, comme son frère Christian avant lui, entre au régiment à l'âge de seize ans avec le titre de sous-lieutenant. En 1777 alors que Christian prend le commandement du régiment avec le grade de lieutenant-colonel, Guillaume devient colonel en second.
En 1780 le régiment est joint au corps expéditionnaire réuni par le maréchal Rochambeau à destination de l'Amérique. Guillaume, dont le titre exact est « comte de Forbach » à cette époque, mais communément appelé « Guillaume de Deux-Ponts » par les Français du corps expéditionnaire, participe à la bataille de Yorktown.